# Noé Maya
Noé Maya Vilchis (ur. 1 lutego 1985 w mieście Meksyk) – meksykański piłkarz występujący najczęściej na pozycji ofensywnego pomocnika, obecnie zawodnik Tijuany.

## Kariera klubowa
Maya jest wychowankiem zespołu San Luis FC. Do drużyny seniorów, występującej wówczas w drugiej lidze, dołączył przed sezonem 2004/2005 i już po roku awansował z nią do najwyższej klasy rozgrywkowej. W meksykańskiej Primera División zadebiutował za kadencji trenera Carlosa Reinoso – 28 września 2005 w przegranej 1:2 konfrontacji z Necaxą. Pół roku później, w rozgrywkach Clausura 2006, wywalczył z San Luis historyczny sukces w postaci wicemistrzostwa kraju.
Nie potrafiąc wywalczyć sobie miejsca w wyjściowej jedenastce San Luis, Maya sezon 2006/2007 spędził w drugoligowym Correcaminos UAT, będąc podstawowym graczem drużyny z siedzibą w mieście Ciudad Victoria. W rozgrywkach 2007/2008 występował w Club Tijuana, także w drugiej lidze meksykańskiej – Liga de Ascenso. Na tym samym szczeblu rozgrywek rozegrał także jeden mecz w barwach Petroleros de Salamanca, w sezonie Apertura 2008.
Po powrocie do San Luis Maya strzelił pierwszego gola w pierwszej lidze meksykańskiej – 18 lutego 2009 w zremisowanym 2:2 spotkaniu z Cruz Azul. Latem 2011 na zasadzie rocznego wypożyczenia zasilił swój były klub, Tijuanę, tym razem pełniący rolę beniaminka Primera División.
| Sezon     | Klub                    | Kraj   | Rozgrywki        | Mecze | Bramki |
| --------- | ----------------------- | ------ | ---------------- | ----- | ------ |
| 2004/2005 | San Luis FC             | Meksyk | Liga de Ascenso  | 3     | 0      |
| 2005/2006 | San Luis FC             | Meksyk | Primera División | 3     | 0      |
| 2006/2007 | Correcaminos UAT        | Meksyk | Liga de Ascenso  | 34    | 8      |
| 2007/2008 | Club Tijuana            | Meksyk | Liga de Ascenso  | 30    | 3      |
| 2008/2009 | Petroleros de Salamanca | Meksyk | Liga de Ascenso  | 1     | 0      |
| 2008/2009 | San Luis FC             | Meksyk | Primera División | 19    | 3      |
| 2009/2010 | San Luis FC             | Meksyk | Primera División | 30    | 2      |
| 2010/2011 | San Luis FC             | Meksyk | Primera División | 20    | 0      |
| 2011/2012 | Club Tijuana            | Meksyk | Primera División |       |        |